# L'Isle-Jourdain (Vienne)
Pour les articles homonymes, voir L'Isle-Jourdain.
L'Isle-Jourdain est une commune du Centre-Ouest de la France, située dans le département de la Vienne en région Nouvelle-Aquitaine.

## Géographie

### Localisation
La commune de L'Isle-Jourdain est située dans le sud-est du département de la Vienne. à une cinquantaine de kilomètres au sud-est de Poitiers et un peu plus de soixante-dix au nord-ouest de Limoges.

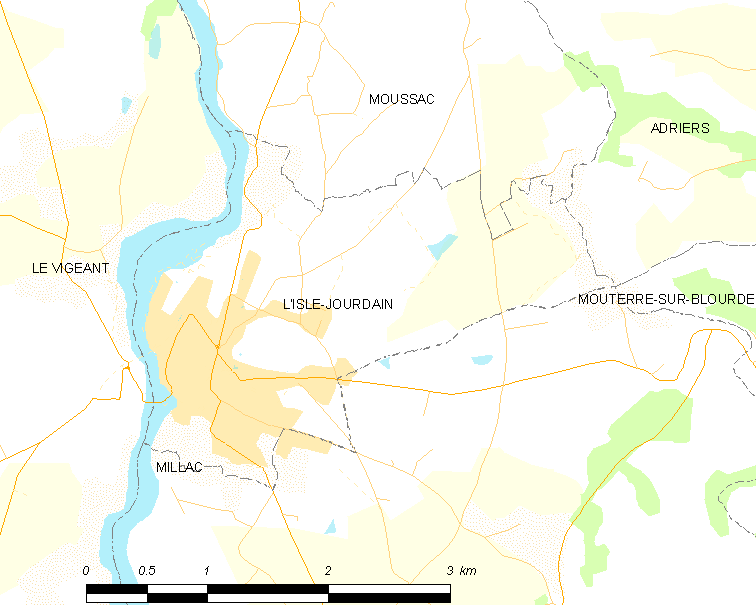
Situation de L'Isle-Jourdain.

### Communes limitrophes
|            | Moussac         |                                          |
| Le Vigeant | L'Isle-Jourdain | Adriers                                  |
|            | Millac          | Mouterre-sur-Blourde (en un quadripoint) |

### Géologie et relief
La région de L'Isle-Jourdain présente un paysage de vallées et de bocages. Le paysage de bocage dans le département de la Vienne se caractérise par des champs cultivés ou des prés  enclos par des haies avec des alignements plus ou moins continus d'arbres et arbustes. Ces haies si caractéristiques contribuent à une meilleure qualité des eaux, permettent son infiltration et protègent ainsi contre l'érosion des sols. Elles constituent des zones de refuge pour la biodiversité. Elles ont, aussi, un rôle de régulation climatique et de nombreux intérêts agronomiques (brise vent, protection du bétail...).
Le terroir se compose :
- pour 7 % de vallées étroites et encaissées et terrasses alluviales,
- pour 48 % de terres de brandes sur les plateaux du Seuil du Poitou,
- pour 12 % de sols limoneux sur altérite situés aussi sur les plateaux du seuil du Poitou,
- pour 9 % de sols sur granite rose sur les collines et plateaux des massifs anciens,
- pour moins de 1 % de sols sur micaschistes sur les collines et plateaux des massifs anciens,
- pour 24 % par l'agglomération.

En 2006, 72 % de la superficie de la commune était occupée par l'agriculture, 4 % pour les surfaces en eau et 24 % par des zones construites et aménagées par l'homme (voirie).

### Hydrographie
La commune est traversée par 5 km de cours d'eau comprenant principalement : 
- La Vienne sur une longueur de 2,2 km,
- Le ruisseau de Thierzat sur une longueur de 2 km,
- La Grande Blourde sur une longueur de 0,5 km,
- Le ruisseau de la Roche sur une longueur de 0,4 km.

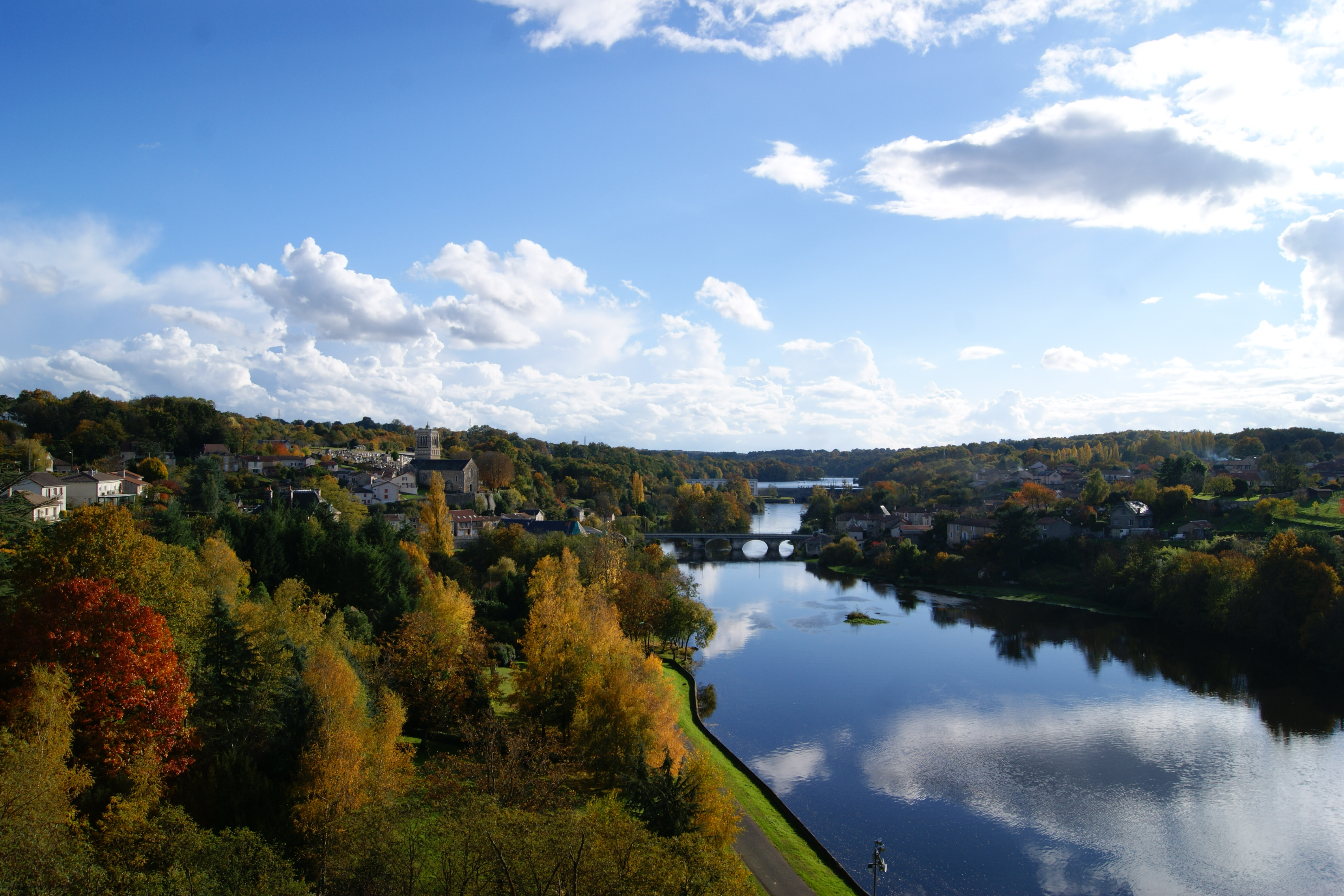
Vue sur la Vienne, l'Isle Fort, l'église, le pont St Sylvain et le barrage de la Roche

La Vienne bénéficie d’un classement afin de protéger ou de restaurer sa continuité écologique sur le territoire communal : la construction de tout nouvel ouvrage faisant obstacle à sa continuité écologique est interdit et des aménagements devront permettre d’assurer ou de rétablir la libre circulation des poissons migrateurs et le transit des sédiments.

### Climat
Pour des articles plus généraux, voir Climat de la Nouvelle-Aquitaine et Climat de la Vienne.
Historiquement, la commune est exposée à un climat océanique limousin.  
En 2020, Météo-France publie une typologie des climats de la France métropolitaine dans laquelle la commune est exposée à un climat océanique altéré et est dans la région climatique  Poitou-Charentes, caractérisée par un bon ensoleillement, particulièrement en été et des vents modérés.
Pour la période 1971-2000, la température annuelle moyenne est de 11,7 °C, avec une amplitude thermique annuelle de 15 °C. Le cumul annuel moyen de précipitations est de 861 mm, avec 12 jours de précipitations en janvier et 7,1 jours en juillet. Pour la période 1991-2020, la température moyenne annuelle observée sur la station météorologique la plus proche, située sur la commune du Vigeant à 2,92 km à vol d'oiseau, est de 12,4 °C et le cumul annuel moyen de précipitations est de 781,8 mm,. Pour l'avenir, les paramètres climatiques de la commune estimés pour 2050 selon différents scénarios d’émission de gaz à effet de serre sont consultables sur un site dédié publié par Météo-France en novembre 2022.

### Voies de communication et transports
La commune est traversée du nord au sud par la route départementale D11.

## Urbanisme

### Typologie
Au 1er janvier 2024, L'Isle-Jourdain est catégorisée bourg rural, selon la nouvelle grille communale de densité à sept niveaux définie par l'Insee en 2022.
Elle est située hors unité urbaine et hors attraction des villes,.

### Occupation des sols
L'occupation des sols de la commune, telle qu'elle ressort de la base de données européenne d’occupation biophysique des sols Corine Land Cover (CLC), est marquée par l'importance des territoires agricoles (67,9 % en 2018), en diminution par rapport à 1990 (72,9 %). La répartition détaillée en 2018 est la suivante : 
prairies (35,9 %), zones urbanisées (27,3 %), terres arables (20 %), zones agricoles hétérogènes (12 %), eaux continentales (4,8 %). L'évolution de l’occupation des sols de la commune et de ses infrastructures peut être observée sur les différentes représentations cartographiques du territoire : la carte de Cassini (XVIIIe siècle), la carte d'état-major (1820-1866) et les cartes ou photos aériennes de l'IGN pour la période actuelle (1950 à aujourd'hui).

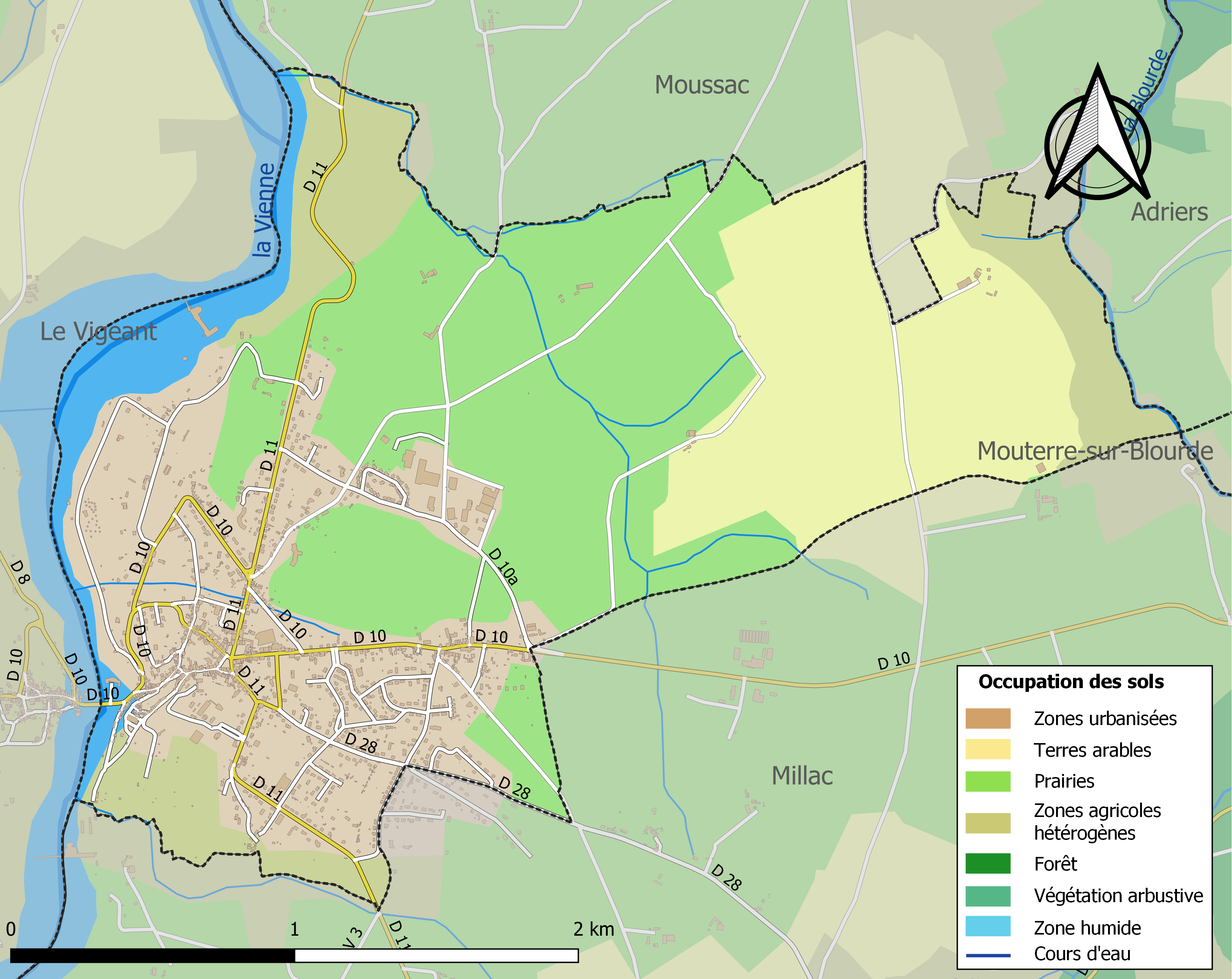
Carte des infrastructures et de l'occupation des sols de la commune en 2018 (CLC).

### Risques majeurs
Le territoire de la commune de l'Isle-Jourdain est vulnérable à différents aléas naturels : météorologiques (tempête, orage, neige, grand froid, canicule ou sécheresse), inondations, mouvements de terrains et séisme (sismicité faible). Il est également exposé à deux risques technologiques, le transport de matières dangereuses et la rupture d'un barrage, et à un risque particulier : le risque de radon. Un site publié par le BRGM permet d'évaluer simplement et rapidement les risques d'un bien localisé soit par son adresse soit par le numéro de sa parcelle.

#### Risques naturels
Certaines parties du territoire communal sont susceptibles d’être affectées par le risque d’inondation par débordement de cours d'eau, notamment la Vienne et la Blourde. La commune a été reconnue en état de catastrophe naturelle au titre des dommages causés par les inondations et coulées de boue survenues en 1982, 1993, 1999, 2009 et 2010,. Le risque inondation est pris en compte dans l'aménagement du territoire de la commune par le biais du plan de prévention des risques inondation (PPRI) de la « vallée de la Vienne "amont" - Section Availles-Limouzine/Valdivienne », approuvé le 24 décembre 2009 et par le PPRI « Vienne Communauté de Communes Vienne et Gartempe (CCVG) », prescrit le 28 janvier 2021.

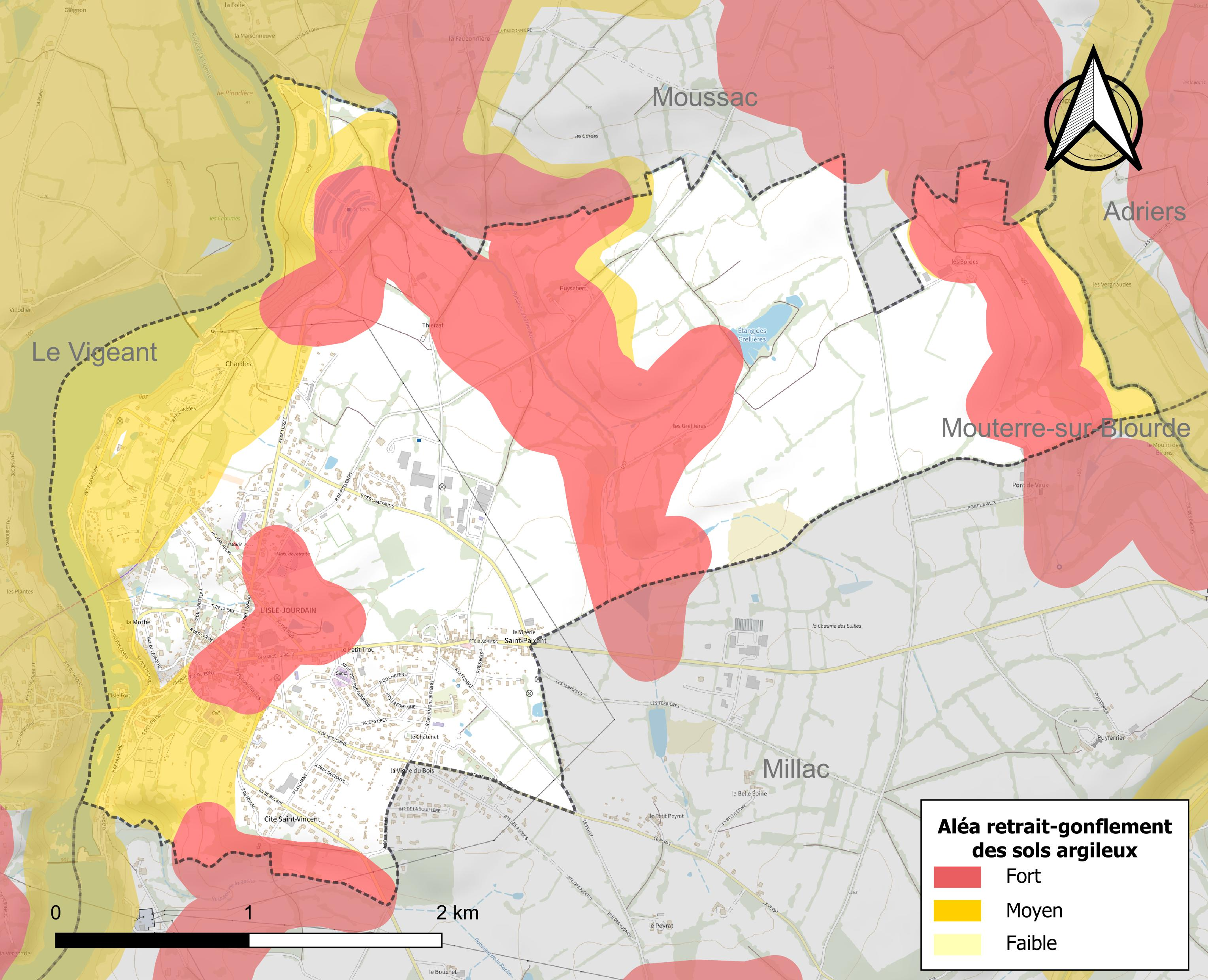
Carte des zones d'aléa retrait-gonflement des sols argileux de l'Isle-Jourdain.

Les mouvements de terrains susceptibles de se produire sur la commune sont des tassements différentiels. Le retrait-gonflement des sols argileux est susceptible d'engendrer des dommages importants aux bâtiments en cas d’alternance de périodes de sécheresse et de pluie. 49,8 % de la superficie communale est en aléa moyen ou fort (79,5 % au niveau départemental et 48,5 % au niveau national). Depuis le 1er octobre 2020, en application de la loi ÉLAN, différentes contraintes s'imposent aux vendeurs, maîtres d'ouvrages ou constructeurs de biens situés dans une zone classée en aléa moyen ou fort,.
La commune a été reconnue en état de catastrophe naturelle au titre des dommages causés par la sécheresse en 2016 et 2020 et par des mouvements de terrain en 1999 et 2010.

#### Risque technologique
La commune est en outre située en aval des barrages de Lavaud-Gelade et de Vassivière dans la Creuse, des ouvrages de classe A. À ce titre elle est susceptible d’être touchée par l’onde de submersion consécutive à la rupture d'un de ces ouvrages.

#### Risque particulier
Dans plusieurs parties du territoire national, le radon, accumulé dans certains logements ou autres locaux, peut constituer une source significative d’exposition de la population aux rayonnements ionisants. Selon la classification de 2018, la commune de l'Isle-Jourdain est classée en zone 3, à savoir zone à potentiel radon significatif.

## Toponymie
Le nom de la commune proviendrait du latin Insula Jordani, signifiant littéralement l'île de Jourdain. Le seigneur Jourdain qui vivait vers 1080-1120 a laissé son nom à la petite île située sur la Vienne qui était le cœur de sa seigneurie.

## Histoire
La commune serait habitée depuis au moins le IVe siècle.
Le seigneur Jourdain (vers 1080-1115 ?) percevait le péage du pont et vivait dans son château construit sur l'îlot rocheux qui servait de part et d'autre d'appui au pont.
L’Isle-Jourdain accueille favorablement les idées de la Révolution française. Elle plante ainsi son arbre de la liberté, symbole de la Révolution. Il devient le lieu de ralliement de toutes les fêtes et des principaux événements révolutionnaires, mais est scié et brûlé au moment de la réaction royaliste, en 1798.
En 1848, avec la Révolution française de 1848 et le retour de la République, un arbre de la liberté est planté : un sapin.
Durant la Seconde Guerre mondiale, l’Isle-Jourdain est à l’écart des principaux combats terrestres. Cependant, la guerre aérienne se déroule jusqu’au-dessus du village : en juin 1943, un Focke-Wulf 190 est abattu en combat tournoyant et s’écrase à L’Isle-Jourdain.
De 1940 à 1942, le 72e régiment d’artillerie, régiment de l’Île-de-France de l’armée d’armistice, est cantonné à Issoudun, Dun-sur-Auron et L'Isle-Jourdain.
À partir de l’été 1944, le contrôle des airs appartient aux forces alliées, qui font de nombreuses missions de strafing : des chasseurs-bombardiers patrouillent au-dessus des axes de communication à la recherche de cibles d’opportunité. Le 15 juillet, 3 P-38 (doubles-queues) du 479 Fighter group de l'US Air Force bombardent le barrage de Chardes : ils lâchent quatre bombes, dont une tombe dans le lac, une autre rebondit sur le barrage sans exploser, et deux tombent sur la rive (une seule explosant), donc sans faire de dégâts au barrage.

## Politique et administration

### Intercommunalité
Depuis 2015, L'Isle-Jourdain est dans le canton de Lussac-les-Châteaux (no 10) du département de la Vienne. Avant la réforme des départements, L'Isle-Jourdain était dans le canton no 9 de L'Isle-Jourdain, dans la 3e circonscription.

### Liste des maires
| Période        | Période        | Identité                         | Étiquette | Qualité                                            |
| -------------- | -------------- | -------------------------------- | --------- | -------------------------------------------------- |
| 1813           | 1815           | Louis Bonneau                    |           |                                                    |
| 1815           | 1816           | Antoine Blondet-Desbordes        |           |                                                    |
| 1816           | 1830           | Antoine Lancereau de Boisolivier |           |                                                    |
| 1830           | 1831           | René-Paul Poulard-Dupalais       |           |                                                    |
| décembre 1831  | mai 1833       | Jean-Étienne Provost             |           |                                                    |
| mai 1833       | décembre 1842  | René Géry                        |           |                                                    |
| janvier 1843   | 1848           | Pierre Blondet-Desbordes         |           |                                                    |
| août 1848      | 1863           | Marie-Jacques Rigaud             |           |                                                    |
| décembre 1863  | juin 1865      | Marc Augry-Laudonnière           |           |                                                    |
| juin 1865      | septembre 1870 | Pierre Daubin                    |           |                                                    |
| septembre 1870 | 1878           | Louis Guiot de La Rochère        |           | conseiller général                                 |
| février 1878   | 1884           | Amédée Pradeau                   |           |                                                    |
| mai 1884       | 1889           | Léon Augry-Laudonnière           |           |                                                    |
| novembre 1889  | juin 1892      | Henri-Alexandre Cottineau        |           |                                                    |
| juillet 1892   | 1911           | Antoine Bézagny                  |           |                                                    |
| juin 1911      | 1925           | Raymond Prévost-Maisonnay        |           |                                                    |
| mai 1925       | 1929           | Louis Maillon                    |           |                                                    |
| mai 1929       | août 1940      | Pierre Bernardin                 |           |                                                    |
| août 1940      | décembre 1944  | Paul Augry                       |           |                                                    |
| décembre 1944  | 1947           | Gustave Martinière               |           |                                                    |
| octobre 1947   | février 1952   | Jean Clareton                    |           |                                                    |
| février 1952   | 1959           | Paul Dechatre                    |           |                                                    |
| mars 1959      | 1965           | Jean Villoutreix                 |           |                                                    |
| mars 1965      | 1972           | Paul Guilbard                    |           |                                                    |
| 1972           | 1977           | Hubert Bussac                    |           |                                                    |
| 1977           | 1982           | André Martin                     |           |                                                    |
| 1982           | interim        | Robert Jeamet                    |           |                                                    |
| 1983           | 1989           | Pierre Bergouin                  |           |                                                    |
| 1989           | 2014           | Jean-Claude Cubaud               | PS        | Conseiller général                                 |
| 2014           | mai 2020       | Jean-Pierre Melon                | DVD       |                                                    |
| mai 2020       | février 2023   | Véronique Wuyts                  | DVC       | Conseillère departementale du Canton de Poitiers-4 |
| février 2023   | En cours       | Jean-Pierre Melon                | DVD       |                                                    |

### Instances judiciaires et administratives
La commune relève du tribunal d'instance de Poitiers, du tribunal de grande instance de Poitiers, de la cour d'appel  Poitiers, du tribunal pour enfants de Poitiers, du conseil de prud'hommes de Poitiers, du tribunal de commerce de Poitiers, du tribunal administratif de Poitiers et de la cour administrative d'appel  de  Bordeaux, du tribunal des pensions de Poitiers, du tribunal des affaires de la Sécurité sociale de la Vienne, de la cour d’assises de la Vienne.

### Services publics
Les réformes successives de La Poste ont conduit à la fermeture de nombreux bureaux de poste ou à leur transformation en simple relais. Toutefois, la commune a pu maintenir le sien.

### Politique environnementale

#### Gestion de l’eau et assainissement
Le syndicat mixte du Pays Montmorillonnais a en gestion les rivières situées sur le territoire communal.
La commune a adhéré à un SAGE (schéma d'aménagement et de gestion des eaux) : SAGE Vienne.
La directive-cadre sur l'eau (D.C.E.) adoptée par l’Europe en 2000 impose l’atteinte d’un bon état des eaux en 2015. Afin de respecter ces objectifs, des états des lieux ont été réalisés, des enjeux identifiés, puis des programmes de reconquête ont été élaborés, avec la définition de politiques à conduire et d’actions à mener, pour la période 2010-2015. Ces actions sont définies par unité hydrographiques de référence (U.H.R.), c'est-à-dire par territoire ayant une cohérence hydrographique (bassin versant), de l’habitat et des organismes qui y vivent, hydrogéologique et socio-économique. La commune appartient ainsi à l'U.H.R Vienne Aval.
Les eaux usées de la commune sont traitées dans une station d'épuration située sur le territoire communal.

#### Protection de l’environnement
Depuis 2014, la commune est signataire de la Charte Terre Saine "Votre commune sans pesticides. La charte Terre Saine Poitou-Charentes invite les communes et les établissements publics intercommunaux à participer à la réduction des pesticides et à la préservation d'un environnement sain en région Poitou-Charentes.

## Démographie
L'évolution du nombre d'habitants est connue à travers les recensements de la population effectués dans la commune depuis 1793. Pour les communes de moins de 10 000 habitants, une enquête de recensement portant sur toute la population est réalisée tous les cinq ans, les populations de référence des années intermédiaires étant quant à elles estimées par interpolation ou extrapolation. Pour la commune, le premier recensement exhaustif entrant dans le cadre du nouveau dispositif a été réalisé en 2008.

En 2022, la commune comptait 1 146 habitants, en évolution de −1,21 % par rapport à 2016 (Vienne : +0,6 %, France hors Mayotte : +2,11 %).
| 1793 | 1800 | 1806 | 1821 | 1831 | 1836 | 1841 | 1846 | 1851 |
| ---- | ---- | ---- | ---- | ---- | ---- | ---- | ---- | ---- |
| 478  | 446  | 528  | 553  | 662  | 687  | 689  | 702  | 714  |

| 1856 | 1861 | 1866  | 1872 | 1876 | 1881  | 1886  | 1891  | 1896  |
| ---- | ---- | ----- | ---- | ---- | ----- | ----- | ----- | ----- |
| 726  | 985  | 1 025 | 952  | 996  | 1 105 | 1 185 | 1 145 | 1 056 |

| 1901  | 1906  | 1911  | 1921  | 1926  | 1931  | 1936  | 1946  | 1954  |
| ----- | ----- | ----- | ----- | ----- | ----- | ----- | ----- | ----- |
| 1 142 | 1 117 | 1 114 | 1 128 | 1 189 | 1 168 | 1 255 | 1 323 | 1 237 |

| 1962  | 1968  | 1975  | 1982  | 1990  | 1999  | 2006  | 2008  | 2013  |
| ----- | ----- | ----- | ----- | ----- | ----- | ----- | ----- | ----- |
| 1 251 | 1 265 | 1 223 | 1 336 | 1 269 | 1 287 | 1 238 | 1 225 | 1 161 |

| 2018  | 2022  | - | - | - | - | - | - | - |
| ----- | ----- | - | - | - | - | - | - | - |
| 1 165 | 1 146 | - | - | - | - | - | - | - |

La densité de population de la commune est de 207 hab./km2. Celle du département est de 61 hab./km2. Elle est de 68 hab./km2 pour la région Poitou-Charentes et de 115 hab./km2 pour la France (INSEE- 2008).
La diminution de 4 % de la population de la commune de 1999 à 2006 s’intègre dans une évolution générale à l’ensemble des communes rurales du département de la Vienne. Les zones rurales perdent de leurs habitants au profit d’une vaste région circonscrite autour des deux grandes métropoles du département : Poitiers et Châtellerault, et plus particulièrement au profit des cantons limitrophes de la préfecture.
Les dernières statistiques démographiques pour la commune ont été fixées en 2009 et publiées en 2012. Il ressort que la mairie administre une population totale de 1 248 personnes. A cela il faut soustraire les résidences secondaires (25 personnes) pour constater que la population permanente sur le territoire de la commune  est de 1 223.

## Économie

### Agriculture
Selon la direction régionale de l'alimentation, de l'agriculture et de la forêt de Poitou-Charentes, il n'y a plus qu'une seule exploitation agricole en 2010 contre 3 en 2000.
Les surfaces agricoles utilisées ont diminué et sont passées de 226 hectares en 2000 à 139 hectares en 2010.
L'élevage d'ovins, alors qu'il était important en 2000, a disparu en 2010 (1 855 têtes sur trois fermes en 2000). Cette évolution est conforme à la tendance globale du département de la Vienne. En effet, le troupeau d’ovins, exclusivement destiné à la production de viande, a diminué de 43,7 % de 1990 à 2007.

### Industrie
Sur le territoire de la commune, se trouve une usine métallurgique (tôlerie fine de précision, découpe laser, peinture époxy  polyester), une usine d'injection- extrusion plastique, une PME d'ingénierie, une société spécialisée dans la signalétique (de sécurité, d'orientation, de communication) sur tout support et une société de fabrication et réparation de pièces d'usure au carbure de tungstène.

### Tourisme
Le plan d'eau, le lac de Chardes, constitué par la retenue du barrage accueillait une base de ski nautique : initiation et pratique du ski nautique, du motonautisme, du baby-ski (pour les 5 à 10 ans), jeux pour enfants.
Le viaduc permet des promenades et le saut à l'élastique.

## Culture locale et patrimoine

### Lieux et monuments

#### Patrimoine religieux
- Église Saint-Gervais-et-Saint-Protais.

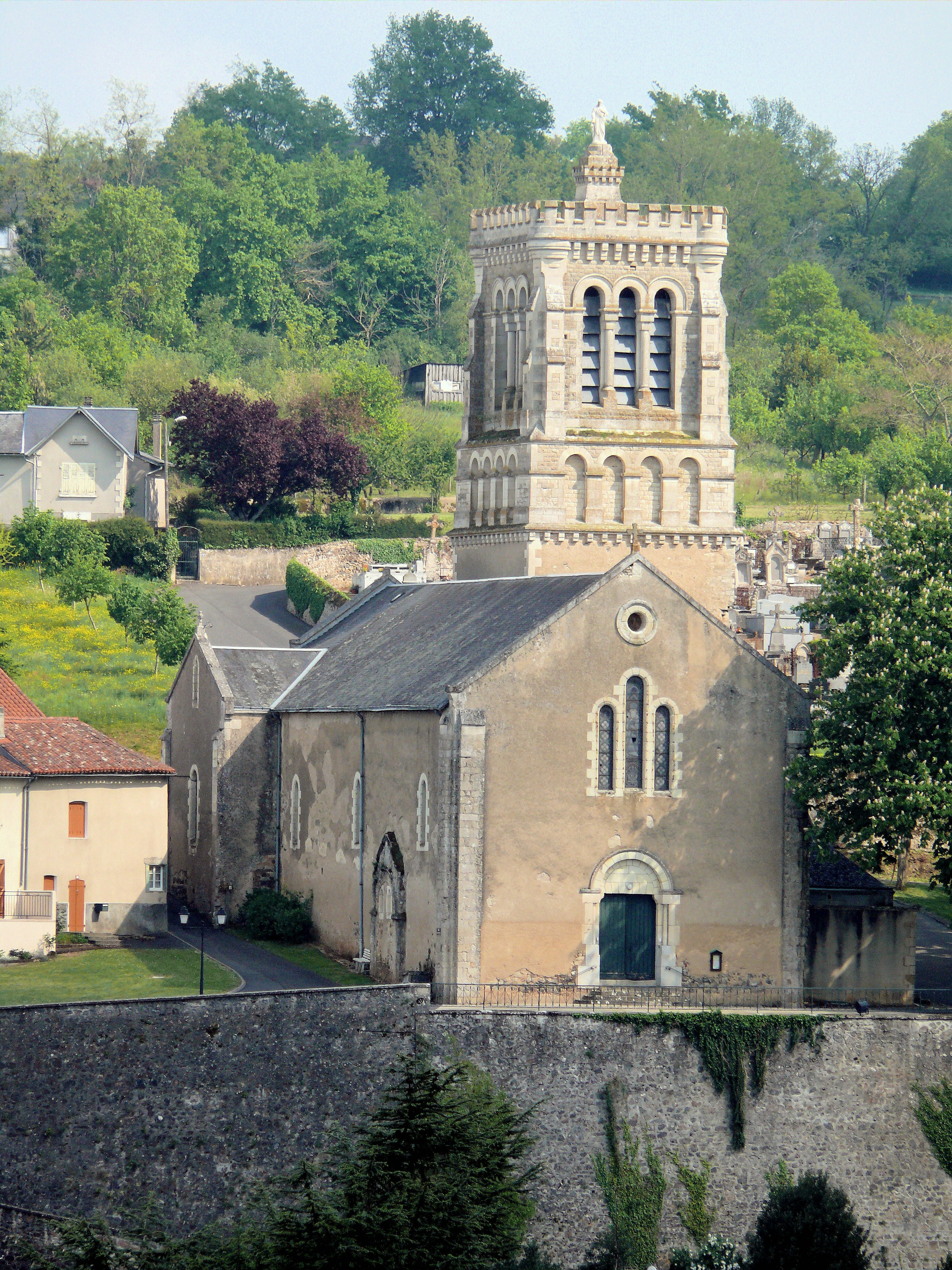
Le clocher de l'église Saint Gervais-et-Saint-Protais.

- Église romane Notre-Dame-de-Saint-Paixent. L'église est inscrite comme monument historique depuis 1973[41].
- La partie orientale remonterait à la première moitié du XIe siècle. Le portail à voussures polylobées orienterait vers le milieu du XIIe voire du XIIIe siècle. Des chambres de défense ont été construites (XVe ou XVIe siècle) au dessus des combles. La croisée du transept est voûtée d'une coupole sur trompes.
- L'église à fait l'objet d'une restauration dans la deuxième moitié du XIXe siècle.

#### Patrimoine civil
- Le pont Saint-Sylvain existe à cet endroit depuis le XIe siècle sur une route reliant la Marche au Poitou. L'ouvrage actuel a un aspect identique à celui décrit en 1746. Le pont a été restauré en 1823 à 1829. Il a été élargi en 1875 et 1964. Le pont doit son nom à la statue de saint Sylvain qui a été érigée sur un parapet en 1876. Le corps du saint martyrisé jeté dans la Vienne aurait été retrouvé à cet endroit qui va alors devenir un lieu de pèlerinage.
- Le viaduc est le lieu de passage de l'ancienne ligne de chemin de fer longue de près de 40 km qui reliait Saint-Saviol au Blanc. L'ouvrage a été réalisé en pierre de taille entre 1881 et 1884 suivant les plans de Paul Séjourné. Il franchit la vallée de la Vienne à une hauteur de 40,25 m avec ses 12 arches, de 20 m d'ouverture. Sa longueur totale est de 304 m. La ligne a été inaugurée en 1891 mais le trafic ferroviaire s'est arrêté en 1969.
- Les barrages : le canton de l’Isle-Jourdain compte une succession de trois barrages-usines sur la Vienne pour la production d'électricité : La Roche-Millac à l'amont, en 1921 qui forme un plan d'eau de 108 hectares - Chardes-Isle-Jourdain  à l'aval, en 1926 qui forme un plan d'eau de 35 hectares - Jousseau-Millac à l'amont, en 1928 qui forme un plan d'eau de 66 hectares. Les barrages permettent aussi de régulariser le débit de la Vienne entre l'Isle-Jourdain et Availles-Limouzine.
- L'Isle-Fort, accessible par le pont Saint-Sylvain est le nom donné il y a quelques années à l'île sur laquelle s'élevait autrefois le château seigneurial, dont une partie transformée en minoterie.
- L'ancienne gare de l'Isle-Jourdain, devenu maison pour associations.

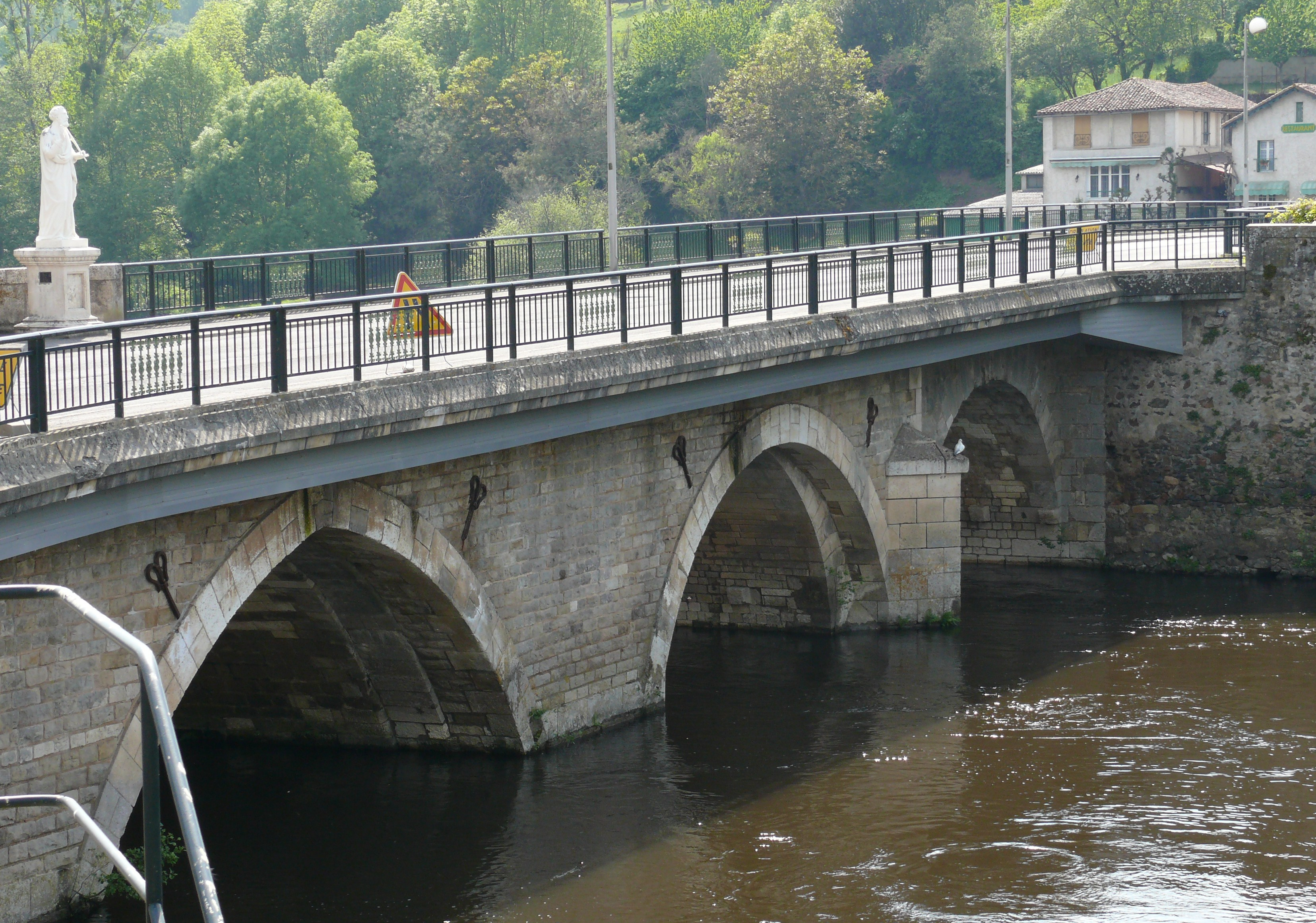
Pont Saint-Sylvain vu de l'aval et la statue de saint Sylvain.
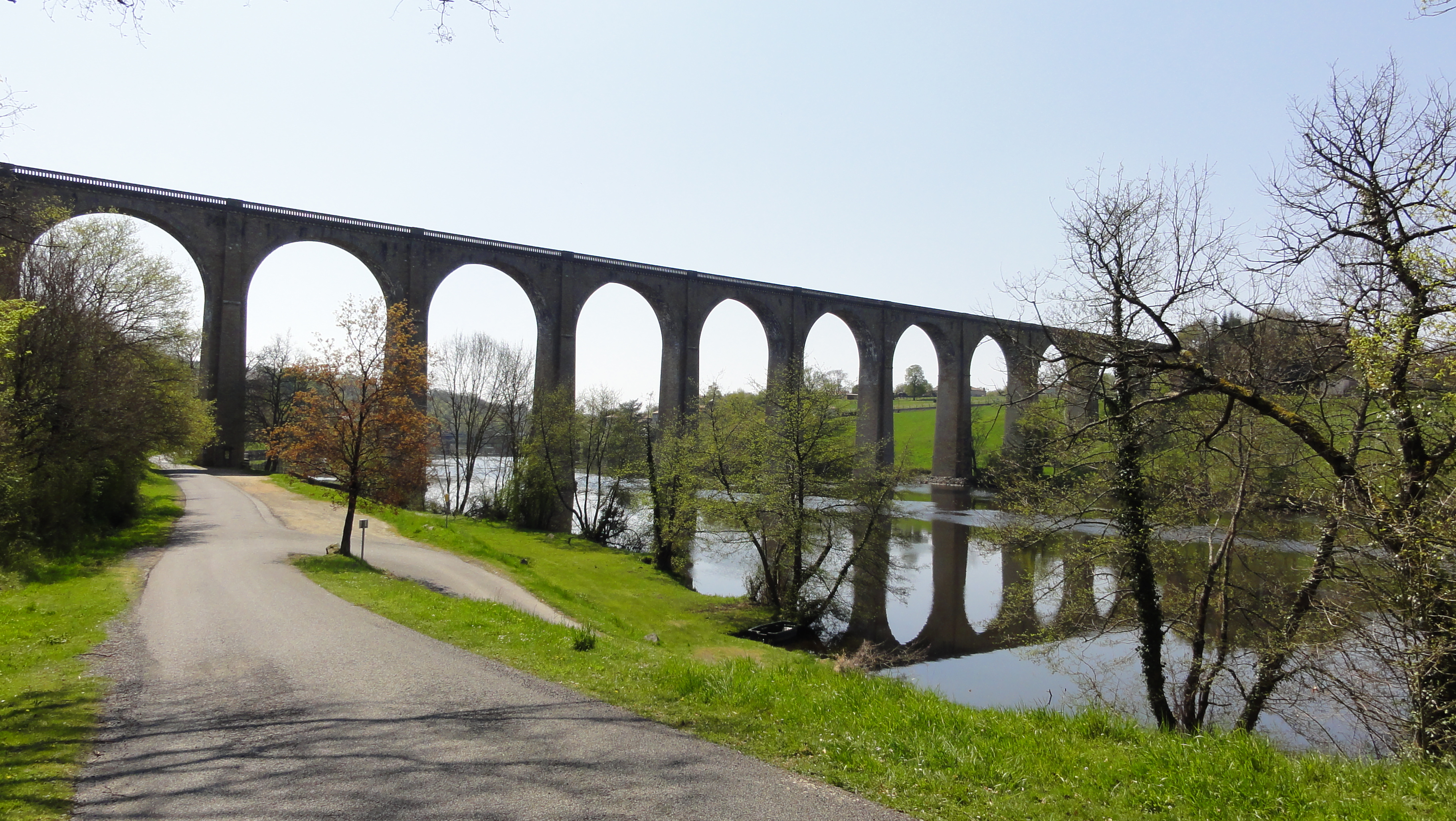
Le viaduc de L'Isle-Jourdain.
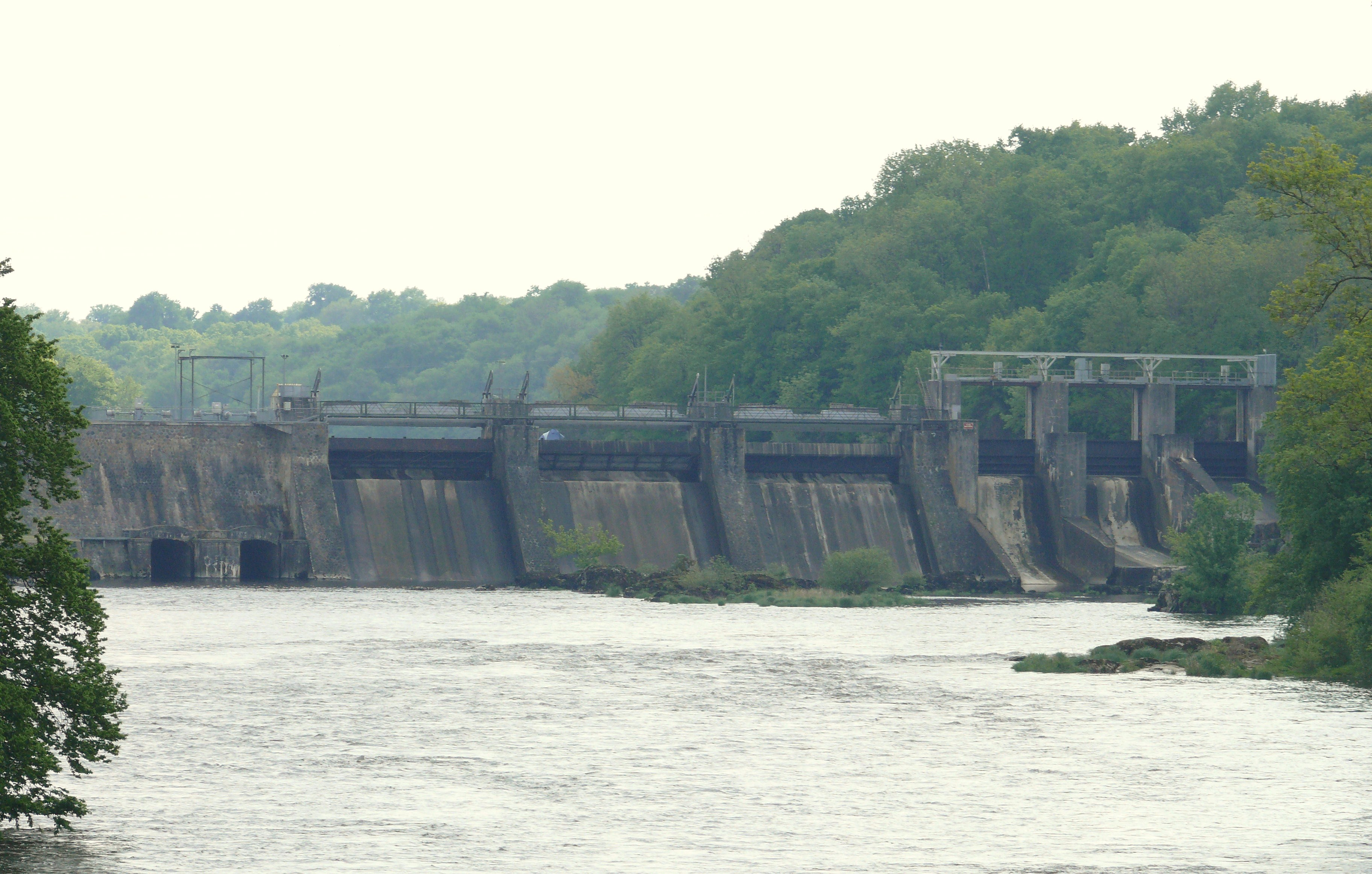
Barrage de La Roche.

#### Patrimoine naturel
Le coteau du lac de Chardes présente un intérêt écologique reconnu, et a été ainsi classé en tant que zones naturelles d'intérêt écologique, faunistique et floristique  (ZNIEFF). On y recense deux espèces protégées Doronicum pardalianches et Lilium martagon.
Le lac de Chardes  est protégé au titre des espaces naturels sensibles (ENS) et couvre moins de 1 % de la surface communale.

### Personnalités liées à la commune
- Jean Breloux (1823-1893), inventeur mécanicien dans la domaine de l'agriculture, né sur la commune.
- Yvan Gallé (15 avril 1907 L'Isle-Jourdain  - 28 novembre 1975 Poitiers) artiste peintre.
- Guy VIII de Laval. (de Montmorency-Laval), seigneur de Laval, Châtillon-en-Vendelais, Loué, Olivet et baron de Vitré (v. 1245 - 22 août 1295 L'Isle-Jourdain). Ses entrailles furent déposées en l'abbaye Notre-Dame de la Réau.

### Héraldique
| Blason | Blasonnement : D'argent semé de fleurs de lys de gueules. |